# Captain Hollywood Project
Captain Hollywood Project es un proyecto musical de estilo eurodance originario de Núremberg, Alemania, el cual tuvo su debut en el año 1991. Estaba formado por el ex-rapero de Twenty 4 Seven Tony Dawson-Harrison, y los productores alemanes Thorsten Adler, Michael Eisele y Thomas Keil.
Su canción más conocida, "More and More", fue un éxito bailable mundial en 1992. Otros éxitos menores a nivel europeo son "Only with You" (1993) y "Flying High" (1994).

## Discografía de Captain Hollywood Project

### Álbumes

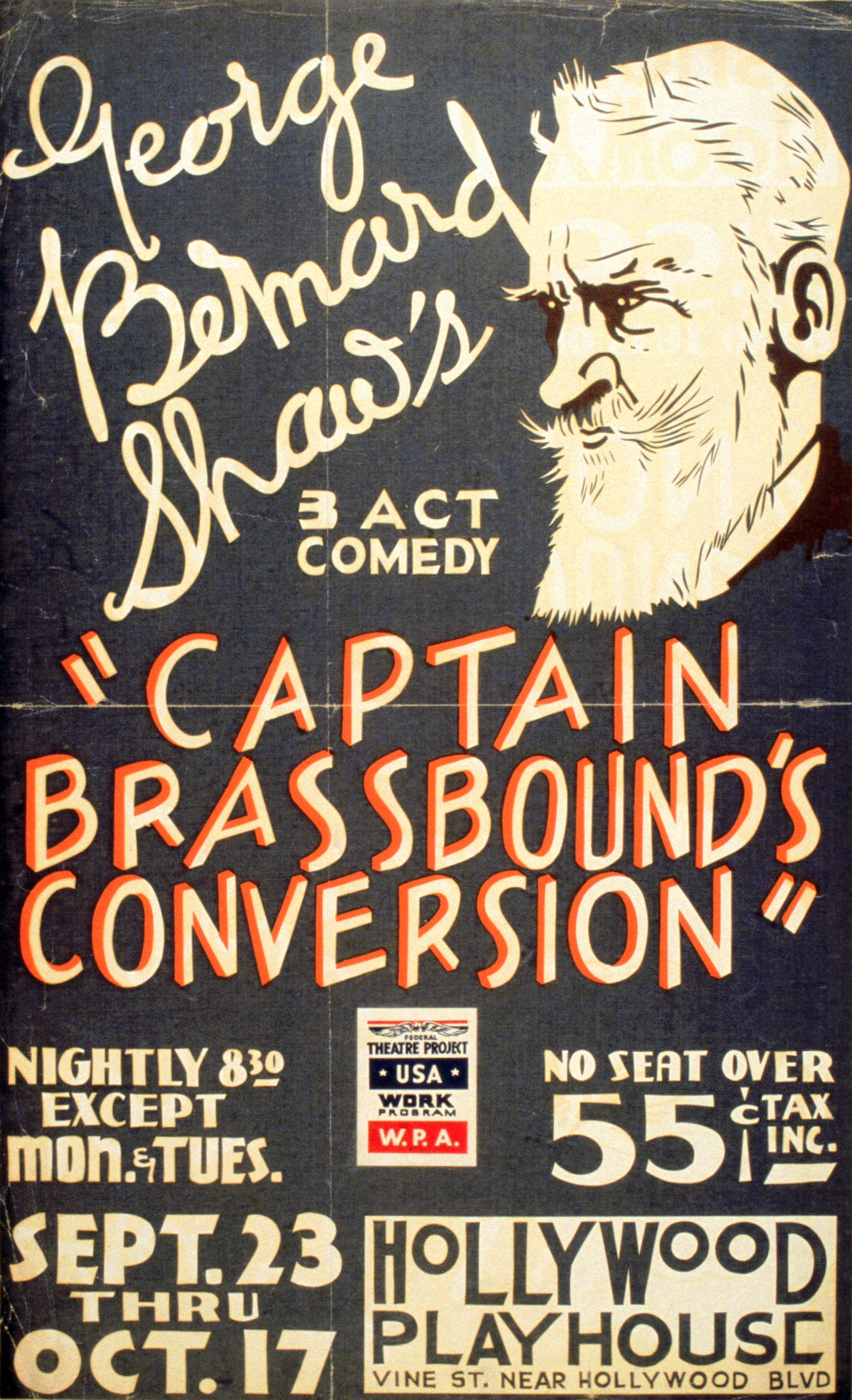

- 1993: Love Is Not Sex
- 1995: Animals Or Human
- 1996: The Afterparty

### Singles
- More And More
- Only With You
- Impossible
- All I Want
- Rhythm Of Life
- Flying High
- Find Another Way
- The Way Love Is
- Over And Over
- Love And Pain
- The Afterparty

## 1990:Do That Thang

### Singles
- 1992: I Can't Stand It (Con Twenty-4-Seven)
- 2001: Danger Sign
- 2003: Axel F. Feat. Murphy Brown